# Fritz Hofmann (químico)
Fritz Hofmann (Friedrich Carl Albert) (Kölleda, 2 de novembro de 1866 – Hanôver, 22 de outubro de 1956) foi um químico orgânico alemão, o primeiro da história a produzir borracha sintética.
Hofmann estudou química na Universidade de Rostock. Em 12 de setembro de 1909 registrou uma patente do que viria a ser a primeira borracha sintética do mundo.

## Reconhecimento e honras
Em 1912 recebeu da Sociedade Alemã de Química a Medalha Emil Fischer por suas pesquisas sobre a borracha sintética.